# Ambrosius Lobwasser
Ambrosius Lobwasser, född 1515, död 1585, var en juristprofessor i Königsberg som översatte till tyska hela den franskreformerta psaltarpsalmboken gjord av Clément Marot.
Lobwasser finns representerad de svenska psalmböckerna från 1695 års till 1986 års psalmbok med den tyska översättningen för ett verk (nr 538).

## Psalmer
- Till dig ur hjärtegrunden (1695 nr 100, 1986 nr 538) skriven 1539. Finns på Wikisource.
- Vti tin stora wrede In deinen Zorn översatt till svenska av Carl Carlsson Gyllenhielm. (1695 nr 26)